# Medvinjak

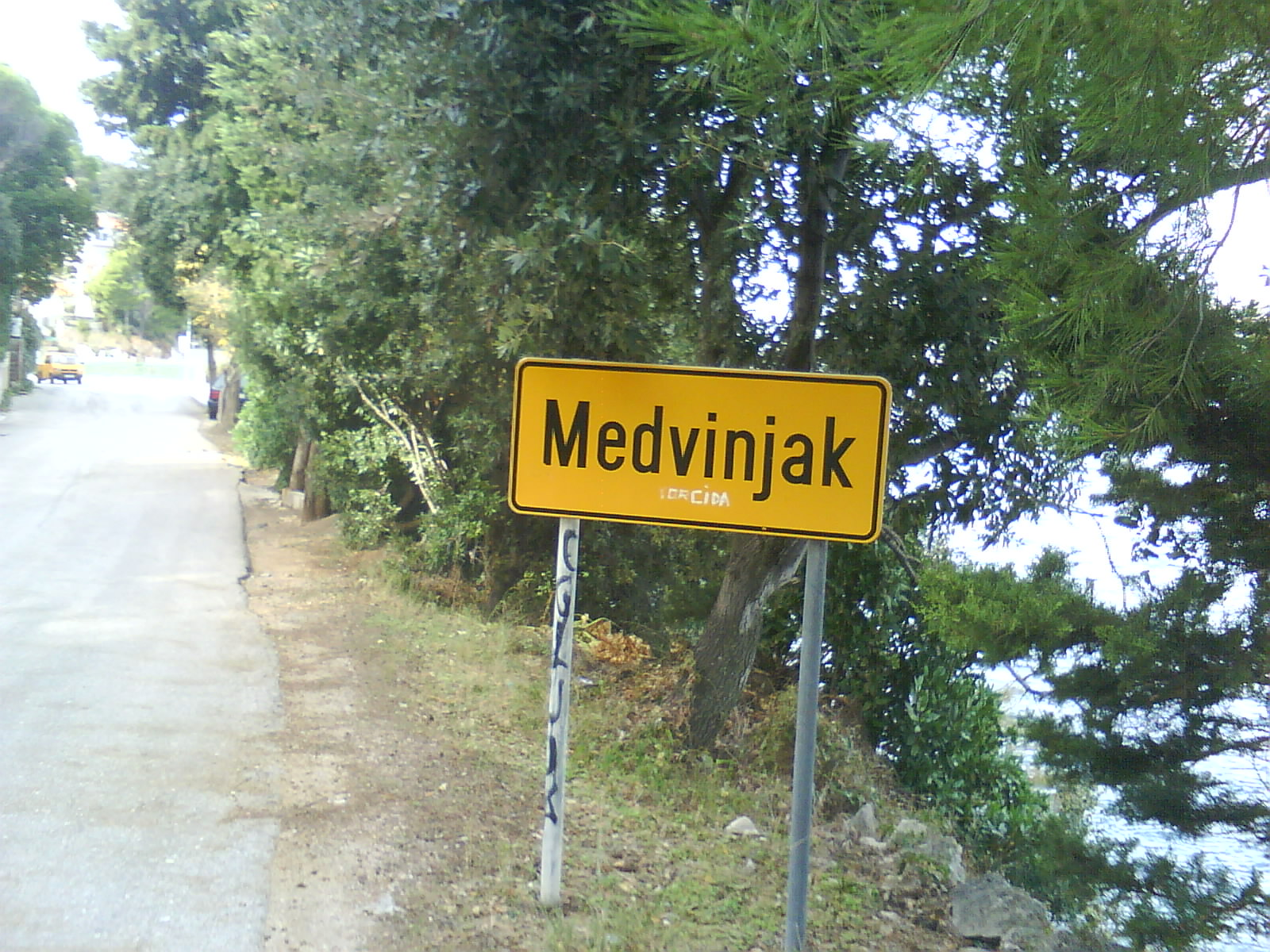
Ortsschild

Medvinjak ist ein am Hang erbauter Ort in Kroatien. Er liegt ca. 2 km von der historischen Altstadt Korčula entfernt und gehört zur Ortschaft Žrnovo. Die Insel Korčula und der darauf liegende Ort Medvinjak liegt in der Region Süddalmatien und gehört zur Gespanschaft Dubrovnik-Neretva. Am Fuße des Ortes gibt es einen künstlich angelegten Beton- und Kieselstrand.

## Klima
Es herrscht ein typisches Mittelmeerklima mit bis zu 2.800 Sonnenstunden im Jahr.